# Rhiannan Iffland
Rhiannan Iffland (Newcastle, 9 settembre 1991) è una tuffatrice australiana specializzata nelle grandi altezze.

## Carriera
Ha vinto la medaglia d'oro ai campionati mondiali di nuoto in cinque occasioni, a Budapest 2017, a Gwangju 2019, a Fukuoka 2023, a Doha 2024 ed a Singapore 2025.

## Palmarès
- Mondiali

Budapest 2017: oro nei tuffi dalle grandi altezze.
Gwangju 2019: oro nei tuffi dalle grandi altezze.
Fukuoka 2023: oro nei tuffi dalle grandi altezze.
Doha 2024: oro nei tuffi dalle grandi altezze.
Singapore 2025: oro nei tuffi dalle grandi altezze.

## Riconoscimenti
- Atleta dell'anno FINA: 2017, 2018, 2019, 2022, 2023